# カレル・タイゲ
カレル・タイゲ（チェコ語: Karel Teige, 1900年12月13日 - 1951年10月1日）は、チェコのモダニズムの前衛芸術家、作家、評論家で、1920年代と1930年代の運動の最も重要な人物の1人。 彼は1920年代のデヴィエトスィル　Devětsil 運動のメンバーであり、Devětsilの月刊誌ReD （RevueDevětsilu）の編集者およびグラフィックデザイナーとしても活躍した。 建築に関する代表的著作は、『最少住宅』 Minimum Dwelling (1932)。 

## 生涯
プラハで生まれた。精力的にプラハでモダンアートを導入したことで知られる。 Devětsilは、ル・コルビュジエ 、 マン・レイ 、 パウル・クレー、ウラジーミル・マヤコフスキー、およびヴァルター・グロピウスらと協力し、プラハで展覧会や講演を実現した。またチェコスロヴァキアにおけるシュルレアリスム・グループの中心人物として、アンドレ・ブレトンらとも交流を深めた。 
タイゲ自身は建築家ではなかったが、知識豊富な建築評論家であり、 CIAMの積極的な参加者であり、 バウハウスの代表であるハンネス・マイヤーとも友人関係にあり、1929年から1930年まで、デッサウのバウハウスで講演を行った。 
タイゲとマイヤーはともに、 マルクス主義の原理に基づいた、科学的で機能主義的な建築へのアプローチを信じていた。 1929年、タイゲはルコルビュジエのムンダネウム・プロジェクト、コルビュジエが合理的な機能主義から離れたという理由で批判している。 
第二次世界大戦後は、共産党政府によって沈黙を余儀なくされる。 1951年、プラハで心臓発作により死去した。 

## 主要著作
- 『建築と詩』(1927)
- 『笑う世界』(1928)
- 『香りを放つ世界』(1930)
- 『潮流に抗うシュルレアリスム』(1938)
- 『芸術の市場』(1964)

## 参考資料
- 阿部賢一「カレル・タイゲと雑誌『デヴィエトスィル』」『れにくさ : 現代文芸論研究室論集』第6巻、現代文芸論研究室、2016年、285-297頁、doi:10.15083/00079875、hdl:2261/00079875、ISSN 21870535。
- 阿部賢一『カレル・タイゲ : ポエジーの探求者』水声社〈シュルレアリスムの25時〉、2017年。ISBN 9784801003019。 NCID BB25265695。
- Karel Teige. L'Enfant Terrible of the Czech Modernist Avant-Garde, ed. by Eric Dluhosch and Rostislav Svácha, MIT Press, 1999, ISBN 0-262-04170-7 - includes 4 Essays of Teige
- Esther Levinger: "A life in nature - Karel Teige's journey from Poetism to Surrealism" In: Zeitschrift für Kunstgeschichte, vol. 67.2004, 3, pp. 401-420
- ZUSI, PETER A. (2004). “The Style of the Present: Karel Teige on Constructivism and Poetism}”. Representations 88 (1):  102-124. doi:10.1525/rep.2004.88.1.102. ISSN 0734-6018.
- Prager Architektur und die europäische Moderne, ed. by Tomáš Valena and Ulrich Winko, Berlin: Mann, 2006
- Radu-Alex. Răuţă; Hilde Heynen (2009). “Shifting meanings of modernism: parallels and contrasts between Karel Teige and Cezar Lăzărescu”. The Journal of Architecture (Routledge) 14 (1):  27-44. doi:10.1080/13602360802705114.